# Christkönig (Fürth)

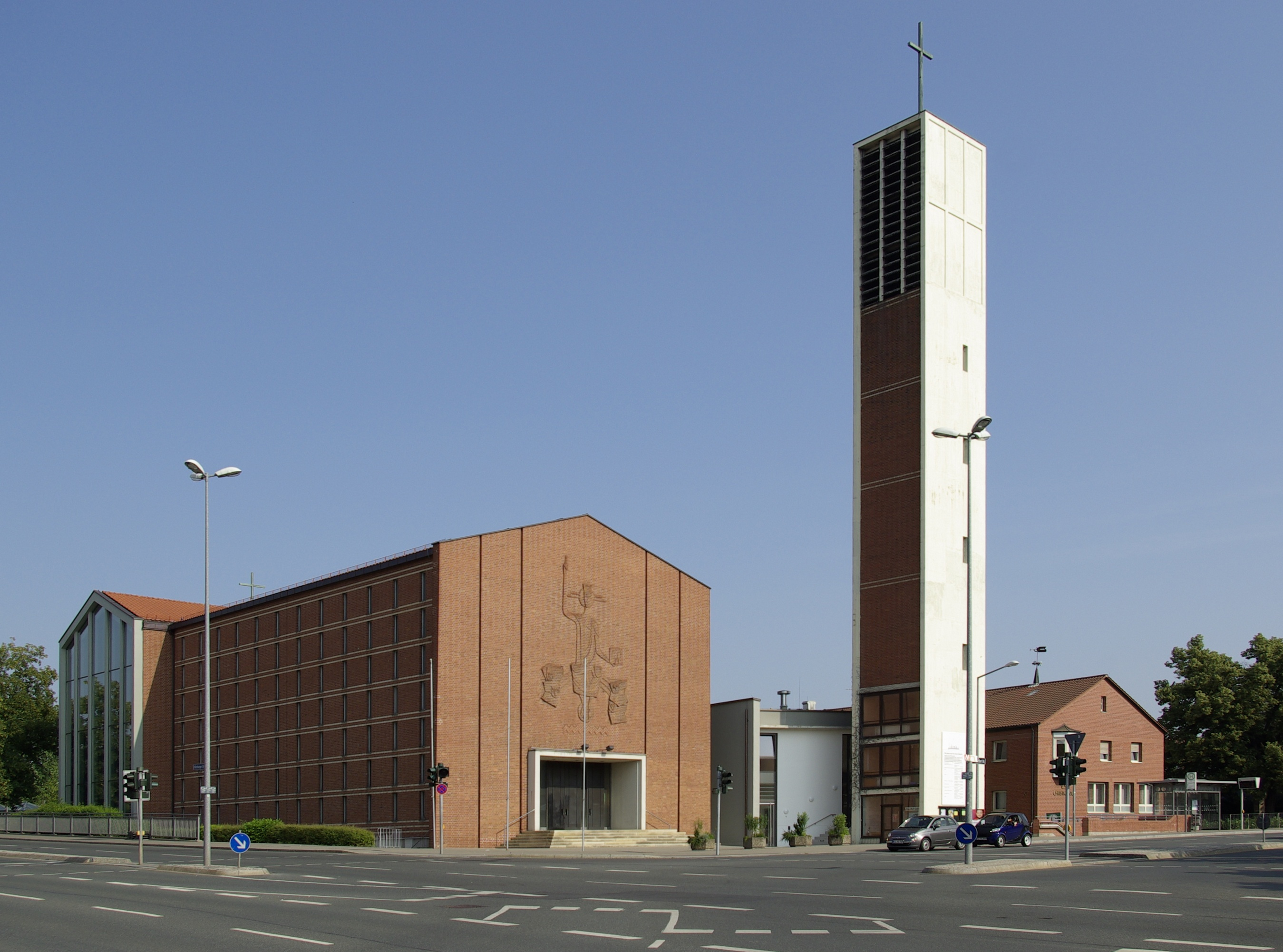
Außenansicht

Christkönig ist eine römisch-katholische Pfarrkirche in Fürth-Schwand. Die dazugehörige Pfarrei ist Verwaltungssitz des Seelsorgebereichs Fürth Stadt im Dekanat Fürth des Erzbistums Bamberg.

## Geschichte
Anfang des 20. Jahrhunderts wuchs die Weststadt von Fürth. Es zogen auch einige Katholiken zu, und 1939 wurde eine Behelfskirche neben der Martersäule errichtet. Sie gehörte zur Pfarrei Unserer Lieben Frau in der Fürther Innenstadt. Wie bei den benachbarten evangelischen Kirchen, der Christuskirche in Stadeln und St. Martin, war eine Baracke vom Flughafen in Atzenhof die Grundlage für den Bau. In einem Luftangriff 1944 wurde diese komplett zerstört. Die Gottesdienste fanden in der evangelischen Martinskirche und der Gaststätte Wilhelmshöre statt. 1947/1948 wurde eine Notkirche erbaut, die 1983 abgerissen wurde.
Die stark gestiegene Katholikenzahl durch die Flüchtlinge führte dazu, dass eine Filialkirchenstiftung gegründet wurde. 1952 wurde für die Karmelitenpater, die ab 1953 die Seelsorge wahrnahmen, ein Kloster gebaut. Gleichzeitig entstand ein Kindergarten. Am ersten November 1956 wurde Christkönig eine eigene Pfarrei, und am 1. Januar 1957 wurde ein Karmelitenpater zum ersten Pfarrer ernannt. 1958 folgte Remigius Hümmer nach. Am 3. November 1959 wurde mit dem Bau der heutigen Kirche begonnen, da die Notkirche aufgrund des neuen Stadtteils Hardhöhe zu klein wurde. Architekt und Gestalter des Altars sowie des Taufsteins war Friedrich Richter aus Langenzenn. Am 26. August 1961 weihte Josef Schneider, Erzbischof von Bamberg, die neue Kirche. Am 29. Oktober 1963 wurde der separat stehende Glockenturm in Dienst genommen. 1964 und 1969 wurden die Kindergärten in der Komotauer und der Leibnizstraße gebaut. 1984 wurde der Kindergarten in der Friedrich-Ebert-Straße neu gebaut. 1990 fand einen größere Renovierung statt und die Seitenaltäre wurden entfernt. 2010 verließen die Karmeliten die Pfarrei. 2004 wurde die U-Bahn-Station Fürth Klinikum unter der Kirche eröffnet.

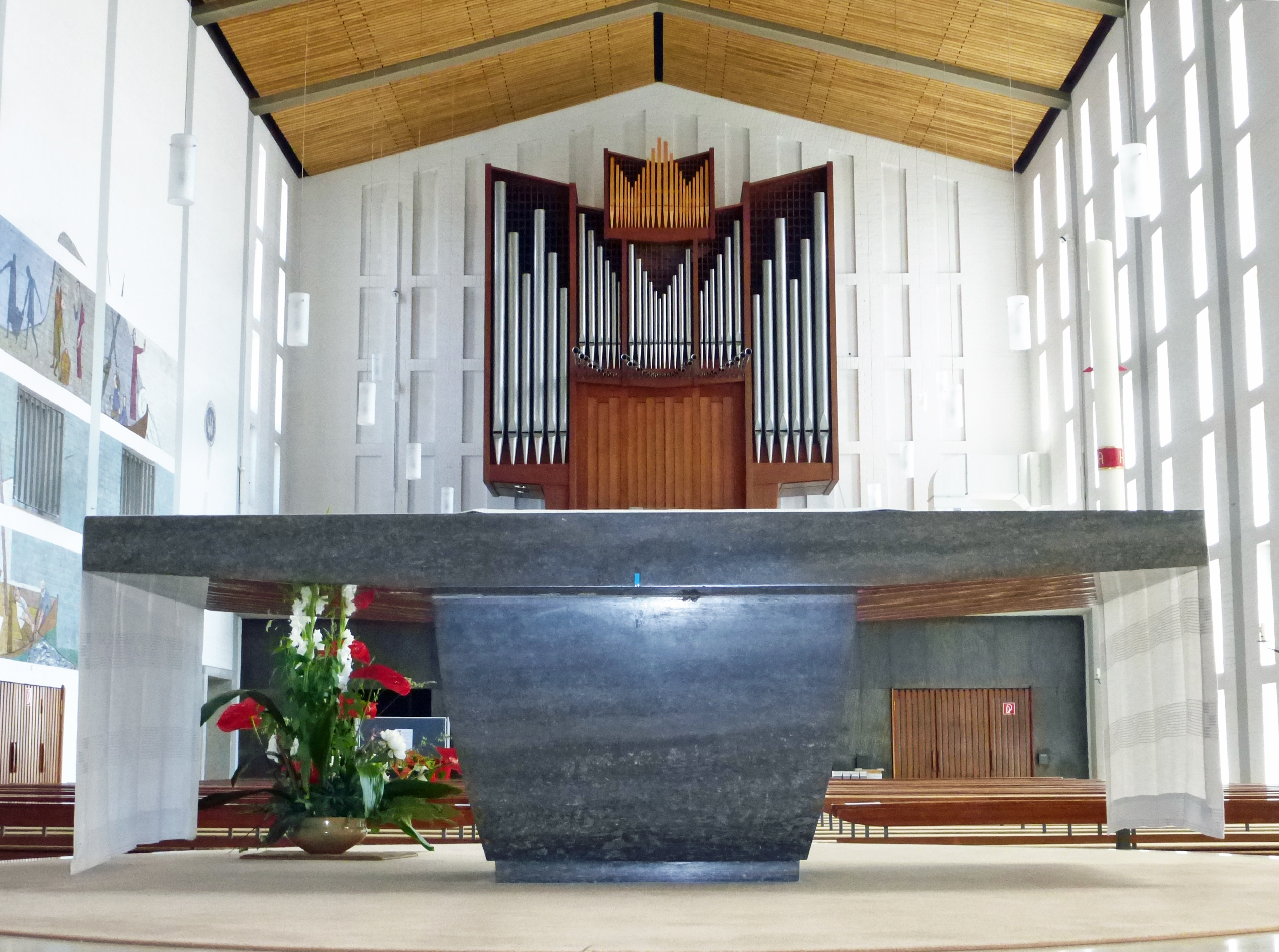
Innenansicht

## Gestaltung
Die Kirche ist ein Stahlbeton- und Ziegelsteinbau mit einem Flachsatteldach und einem freistehenden Campanile. Das Flachrelief von Herbert Bessel aus Ziegelsteinen an der Portalseite stellt einen thronenden und gekrönten Christus auf dem Regenbogen dar. Die rechte Hand ist zum Segen erhoben, in der linken Hand hält er das Buch mit Alpha und Omega. Begleitet wird er von den vier Evangelistensymbolen.
Im Inneren schwebt über dem Altar der gekrönte Gekreuzigte. An den Wänden des Altarraumes ist der Kreuzweg. Die linke Wand besteht aus Fenstern, während die rechte Wand mit biblischen Szenen bemalt ist. Insgesamt ist die künstlerische Ausstattung im Sinne der Nachkriegsmoderne eher sparsam.
Kath. Pfarrkirche Christkönig, Stahlbeton- und Sichtziegelbau mit Flachsatteldach

## Pfarrer
- 1957–1958: Pater Gundekar Hatzold
- 1958–1988: Pater Remigius Hümmer
- 1988–1997: Pater Rainer Fielenbach
- 1997–2010: Pater Eduard Sebald
- 2010–2020: Pfarrer Markus Goller
- 2020–2022: Pfarradministrator Norbert Geyer
- seit 2022: Pfarrer Matthias Bambynek

## Geläut
Die fünf Glocken wurden 1963 in der Glockengießerei Rudolf Perner in Passau gegossen. Schlagtöne sind d’, e’, g’, a’ und h’.

## Orgel
Die Orgel wurde 1973 als Opus 154 durch Eisenbarth Orgelbau aus Passau mit 33 Registern erbaut. In den 1990 wurden drei Register angebaut. 2019 renovierte die Orgelbau Sandtner aus Dillingen an der Donau. Seither sind es 38 Register. Die Spieltraktur ist mechanisch und Registertraktur elektropneumatisch.
| Hauptwerk           |           |
| Pommer              | 16’       |
| Prinzipal           | 8’        |
| Rohrflöte           | 8’        |
| Oktav               | 4’        |
| Offenflöte          | 4’        |
| Schwegel            | 2’        |
| Mixtur IV-V         | 1 1⁄3’(+) |
| Trompete *          | 8’        |
| Trompeta da batalla | 8’        |

| Oberwerk            |        |
| Flüte traversière * | 8’     |
| Gedeckt             | 8’     |
| Holzflöte           | 4’     |
| Fugara *            | 4’     |
| Prinzipal           | 2’     |
| Quinte              | 1 ⁄3’  |
| Cymbel IV           | 1’ (+) |
| Cromorne            | 8’     |

| Schwellwerk   |        |
| Flötprinzipal | 8’     |
| Gemshorn      | 8’     |
| Stillgedeckt  | 8’     |
| Bifara        | 8’     |
| Prinzipal     | 4’     |
| Kleingedeckt  | 4’     |
| Nasat         | 2 2⁄3’ |
| Blockflöte    | 2’     |
| Terz          | 1 3⁄5’ |
| Mixtur V      | 2’(+)  |
| Holzdulzian   | 16’    |
| Hautbois      | 8’′    |

| Pedal       |           |
| Prinzipal   | 16’       |
| Subbaß      | 16’       |
| Quinte      | 10 2⁄3’   |
| Oktave      | 8’        |
| Rohrgedeckt | 8’        |
| Choralbaß   | 4’        |
| Mixtur IV   | 2 2⁄3’(+) |
| Posaune     | 16’       |
| Trompete    | 8’        |

- Spielhilfen/Koppeln: Setzeranlage mit 6400 Kombinationen (2019); 3 freie Kombinationen, 1 freie Pedalkombination, Zungenabsteller, Tutti (1973), Normalkoppeln, Manualkoppeln (elektrisch), Suboktavkoppeln III-III 16’, II-II 16’, I-I 16’, III-II 16’, III-I 16’, II-I 16’ (2019)